# ژرمی الکایم
ژرمی الکایم (فرانسوی: Jérémie Elkaïm‎؛ زادهٔ ۲۹ اوت ۱۹۷۸) یک هنرپیشه، و فیلم‌نامه‌نویس اهل فرانسه است. او در خانواده‌ای مراکشی یهودی متولد شد. او از سال ۱۹۹۸ فعالیت هنری خود را آغاز کرده است و در فیلم آهنگ شیرین و اعلان جنگ به ایفای نقش پرداخته است. 